# Rock the Nations
Rock the Nations — восьмой студийный альбом британской хэви-метал группы Saxon. Выпущен в 1986 году на лейбле EMI.

## Список композиций
| №                   | Название                | Автор(ы)                                | Длительность |
| ------------------- | ----------------------- | --------------------------------------- | ------------ |
| 1.                  | «Rock the Nation»       | Байфорд, Квинн, Оливер, Глоклер         | 4:41         |
| 2.                  | «Battle Cry»            | Байфорд, Квинн, Оливер, Глоклер         | 5:26         |
| 3.                  | «Waiting for the Night» | Байфорд, Глоклер                        | 4:52         |
| 4.                  | «We Came Here to Rock»  | Байфорд, Квинн, Оливер, Глоклер         | 4:19         |
| 5.                  | «You A'int No Angel»    | Байфорд, Квинн, Оливер, Глоклер         | 5:29         |
| 6.                  | «Running Hot»           | Байфорд, Квинн, Оливер, Доусон, Глоклер | 3:36         |
| 7.                  | «Party 'til You Puke»   | Байфорд, Квинн, Оливер, Глоклер         | 3:26         |
| 8.                  | «Empty Promises»        | Байфорд, Квинн, Оливер, Глоклер         | 4:11         |
| 9.                  | «Northern Lady»         | Байфорд, Квинн, Оливер, Глоклер         | 4:43         |
| Общая длительность: | Общая длительность:     | Общая длительность:                     | 40:43        |